# Kingston–Port Ewen Suspension Bridge
Die Kingston–Port Ewen Suspension Bridge (auch Roundout Creek Bridge, Old Bridge oder Wurts Street Bridge) ist eine zweistreifige Straßenbrücke, die die Wurts Street  von Kingston, NY, über den Rondout Creek in den am südlichen Ufer gelegenen Ort Port Ewen führt.

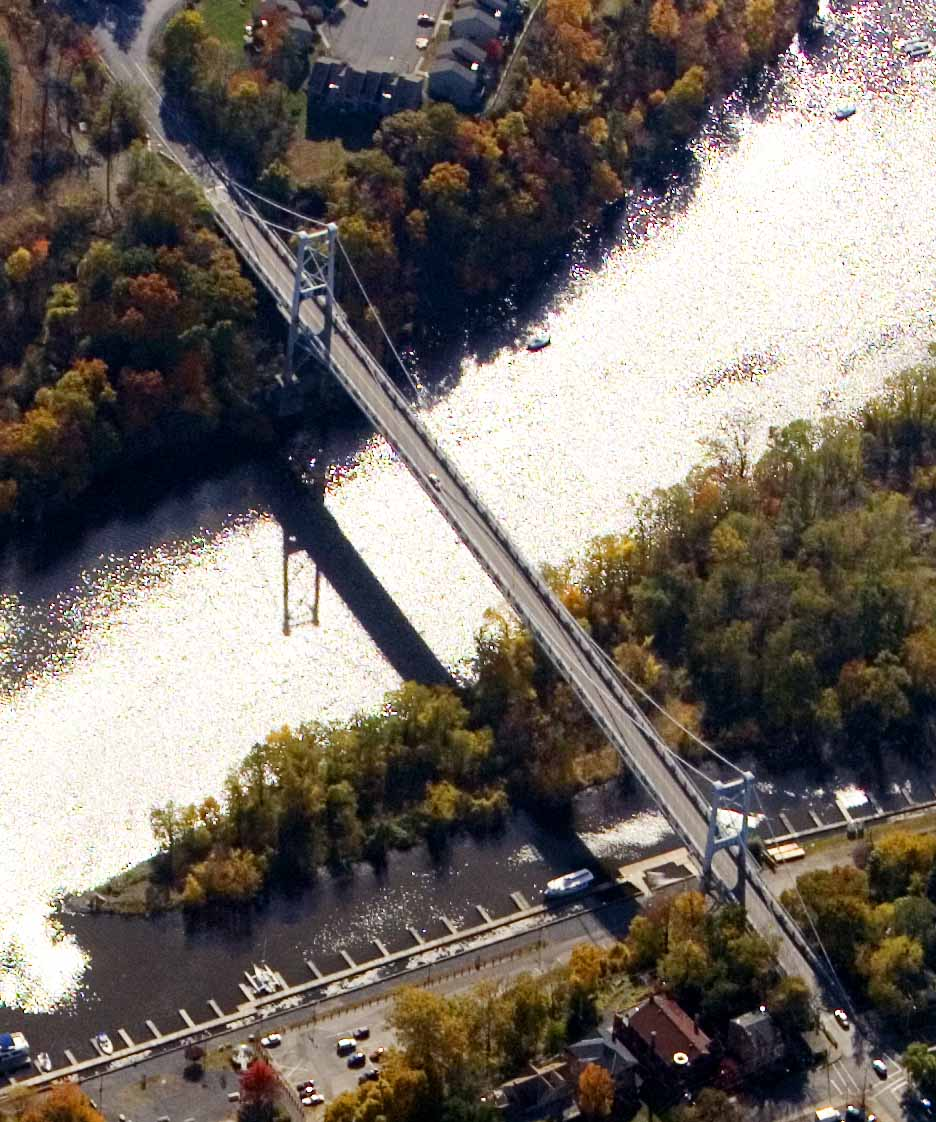

Die insgesamt 349 m lange Hängebrücke hat eine Spannweite von 215 m und überquert den Roundout Creek in 26 m Höhe. Die Brücke ist heute auf 5 tons (rund 4,5 t) beschränkt, die Hauptverkehrslast wird von einer modernen, vierstreifigen Stahlbetonbrücke rund 200 m flussabwärts getragen. Beide Brücken überqueren den Roundout Creek kurz vor dessen Mündung in den Hudson River.
Der Bau der von Holton D. Robinson und John A. Roebling’s Sons Company geplanten Brücke begann 1916, wurde aber wegen örtlicher politischer und finanzieller Probleme sowie der Materialknappheit infolge der Kriegseintritts der USA bis 1920 unterbrochen. Nach der Wiederaufnahme der Arbeiten, an denen auch David B. Steinman als Assistant Engineer beteiligt war, dauerte es etwa ein Jahr bis zur Eröffnung der Brücke am 2. November 1921. Damit wurde die erste nord-südliche Autostraße im Staat New York entlang des Hudson Rivers vollendet.